# Libby Holman

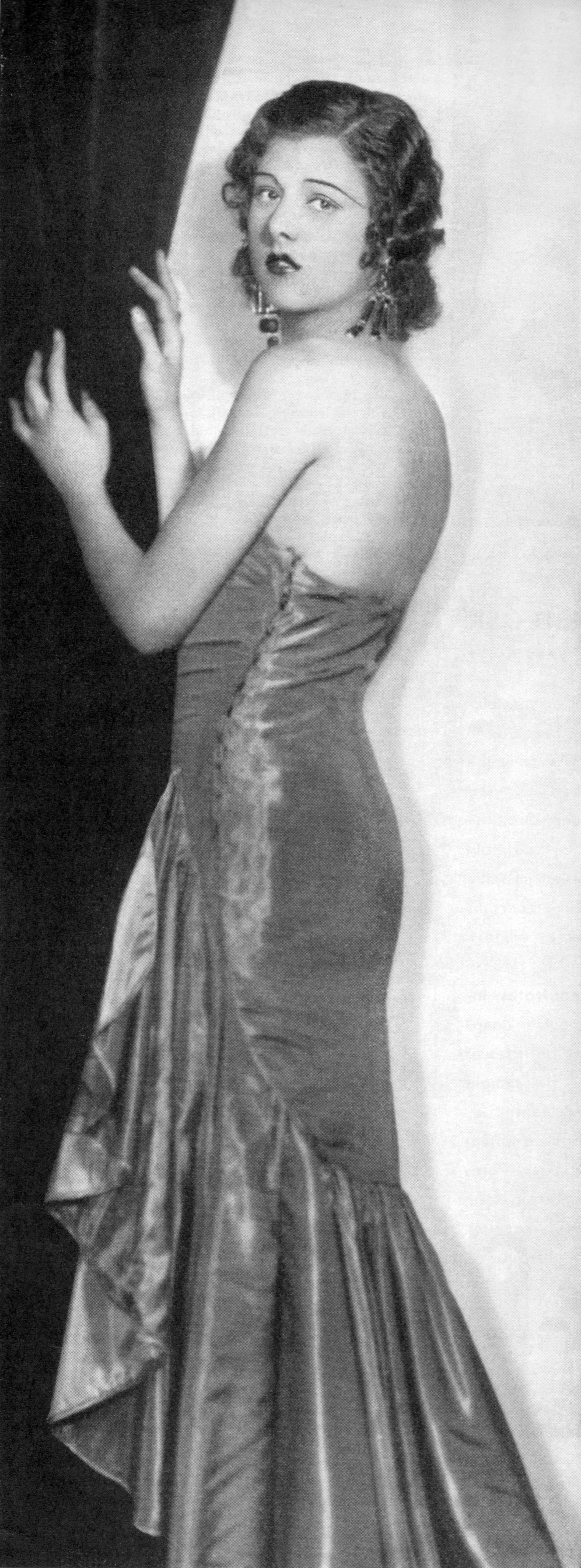
Libby Holman

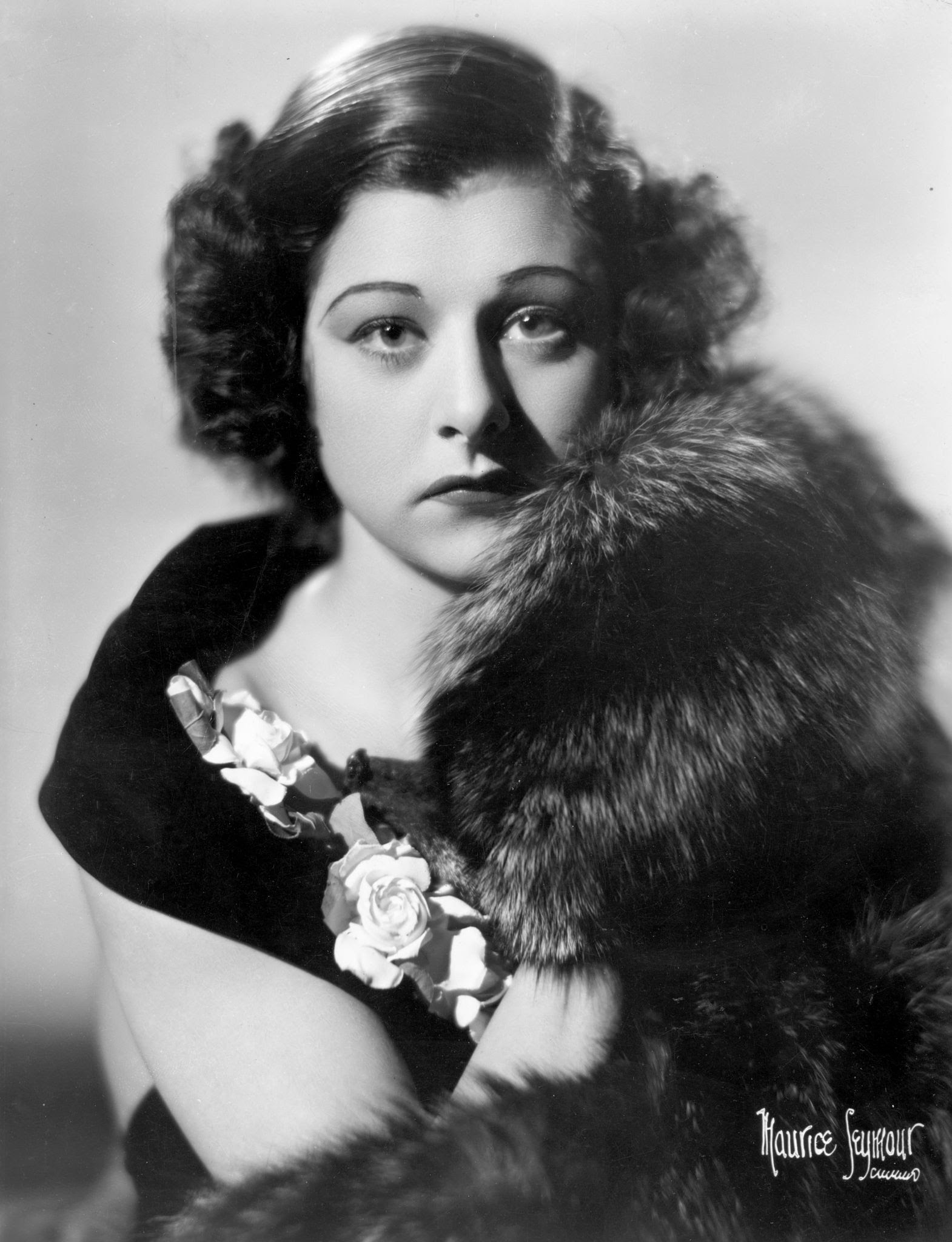
Libby Holman, fotografiert von Maurice Seymour

Libby Holman (* 23. Mai 1904 in Cincinnati, Ohio als Elizabeth Lloyd Holzman; † 18. Juni 1971 in Stamford, Connecticut) war eine US-amerikanische Schauspielerin und Sängerin.

## Leben
Ihr Vater war der Rechtsanwalt und Börsenhändler Alfred Holzman und ihre Mutter war Rachel Florence Workum Holzman. Ihre Geschwister waren Marion H. Holzman und Alfred Paul Holzman.
Sie absolvierte die Hughes High School am 11. Juni 1920 im Alter von 16 Jahren. Am 16. Juni 1923 schloss sie die University of Cincinnati mit einem Bachelor of Arts ab. Im Sommer 1924 reiste Holman nach New York City, wo sie ihre Theaterkarriere startete. Ihr Broadway-Theaterdebüt gab sie 1925 im Stück The Sapphire Ring im Selwyn Theatre.
Von 1931 bis 1932 war sie mit dem Flugzeugpionier Zachary Smith Reynolds, jüngster Sohn vom Unternehmer R. J. Reynolds, verheiratet. Von 1939 bis 1945 war sie mit Ralph Holmes verheiratet. Seit 1960 bis zu ihrem Tod war sie mit dem Maler Louis Schanker verheiratet. Holman hatte drei Kinder.

## Auftritte in Theaterproduktionen (Auswahl)
- 1925: The Sapphire Ring – Selwyn Theatre
- 1925: The Garrick Gaieties – Garrick Theatre
- 1926: Greenwich Village Follies – Shubert Theatre
- 1927: Merry-Go-Round – Klaw Theatre
- 1928: Rainbow – Gallo Theatre
- 1929: Ned Wayburn's Gambols – Knickerbocker Theatre
- 1929: The Little Show – Music Box Theatre
- 1930: Three's a Crowd – Selwyn Theatre
- 1934: Revenge with Music- New Amsterdam Theatre
- 1938: You Never Know – Winter Garden Theatre
- 1954: Blues, Ballads, and Sin Songs

## Filmografie (Auswahl)
- 1947: Dreams That Money Can Buy

## Veröffentlichungen (Auswahl)
| Jahr | Single                            | US Chart |
| ---- | --------------------------------- | -------- |
| 1929 | „Am I Blue?“                      | 4        |
| 1929 | „Moanin’ Low“                     | 5        |
| 1929 | „Find Me a Primitive Man“         | 19       |
| 1930 | „Why Was I Born?“                 | 19       |
| 1930 | „Body and Soul“                   | 3        |
| 1930 | „Something to Remember You By“    | 6        |
| 1931 | „Love for Sale“                   | 5        |
| 1931 | „I'm One of God's Children“       | 14       |
| 1935 | „You and the Night and the Music“ | 11       |